# Королевский спинорог
Королевский спинорог, или кочино (лат. Balistes vetula) — вид тропических морских лучепёрых рыб из семейства спинороговых.

## Описание
Кочино достигает длины до 60 см. Окрас тела от зеленоватого до серо-голубого цвета, нижняя часть головы и туловища — жёлто-оранжевого цвета. Две ярко-голубые полосы тянутся от морды к основанию грудных плавников, при этом нижняя переходит в голубое кольцо вокруг губ. От глаз лучеобразно расходятся короткие тёмные полоски. На хвостовом стволе имеется широкая голубая поперечная полоса. Верхняя часть боковых сторон украшена тонкими, коричневатыми диагональными полосами. Хвостовой плавник серповидный.

## Распространение
Кочино живёт в западной Атлантике от Массачусетса и Мексиканского залива до побережья южной Бразилии, а также в восточной Атлантике от Азорских островов, Кабо-Верде до юга Анголы и у острова Вознесения.

## Образ жизни
Рыбы живут вдоль побережья со скалистым и каменистым дном, на лугах взморника и в коралловых рифах на глубине от 5 до 50 м. Рыбы живут поодиночке или в больших стаях. Они питаются донными беспозвоночными, в том числе морскими ежами, которых они обдают струёй воды, пока те не перевернутся незащищённой нижней стороной вверх, и тогда их можно будет съесть со стороны с короткими колючками. Также они питаются моллюсками, улитками, различными ракообразными и полихетами. Икра откладывается на мелководье, в ямки на песке. Самец охраняет её.